# 니시카와 아스카
니시카와 아스카(일본어: 西川 明花, 1992년 4월 22일 ~ )는 일본의 여자 축구 선수이다.

## 구단 경력
나데시코 리그, WE리그의 마이나비 베갈타 센다이, AC 나가노 파르세이루, 이가 FC 구노이치 미에, AS 엘펜 사이타마에서 활동했다.

## 국가대표팀 경력
그녀는 2012년 FIFA U-20 여자 월드컵에 참가할 일본 U-20 국가대표팀에 발탁되었으며, 5경기에 출전, 2득점을 기록했으며 3위에 기여했다.